# Inland Empire (Nord-Ouest Pacifique)
Pour les articles homonymes, voir Inland Empire.

La région de l'Inland Empire

L’Inland Empire est une région du Nord-Ouest Pacifique centrée sur la ville de Spokane, qui comprend une grande partie du bassin du Columbia. Elle s'étend du nord de l'Idaho, au nord-est de l'Oregon et au nord-ouest du Montana, incluant donc une importante partie de l'État de Washington.